# Колонизация на Титан
Титан — най-големият спътник на Сатурн, явява се един от кандидатите за възможна бъдеща колонизация на външните части на Слънчевата система. Една от причините за възможна колонизация на спътника е добива на въглеводороди, на които в настоящия момент работи по-голяма част от земната техника. В процеса на колонизация на Титан също следват да се отчита възможността за наличието на течни органични съединения и даже без кислороден живот. Сегашните планове на основната програма на NASA (Outer Planet Flagship) потвърждават, че Титан редом с Енцелад е приоритетнa цел за далечни изследователски мисии (насрочени в ср. 2020-х), а следователно е ней – перспективен за възможен полет на човешки екипаж.

## Проблеми пред колонизацията
Има няколко причини които могат да усложнят колонизирането на Титан.
- Титан има много слаба гравитация (7 пъти по-малка от земната), което може да доведе до проблеми в мускулите и отлагането на калция в организма на човека;
- Много ниска температура на Титан (минус 170—180 °C) не позволява пребиваване без защитен скафандър.
- Следва да се отчете наличието на спътникова атмосфера, по-масивна и плътна, от колкото атмосферата на Земята.
- Важно е да се отбележи пълното отсъствие на течна вода и почти пълното отсъствие на кислород в атмосферата на Титан. Това означава, че дадени ресурси, които са необходими за живота на човека, трябва да се доставят от Земята или други места.
- Данните от космическите изследвания свидетелстват за криовулканизъм и друга геологична активност младата повърхност Титана.